# Zeta de l'Altar
Zeta de l'Altar (ζ Arae) és una estrella a la constel·lació de l'Altar. És una estrella gegant taronja del tipus K amb una magnitud aparent de +3,12. Està aproximadament a 574 anys llum de la Terra.